# 平罗德

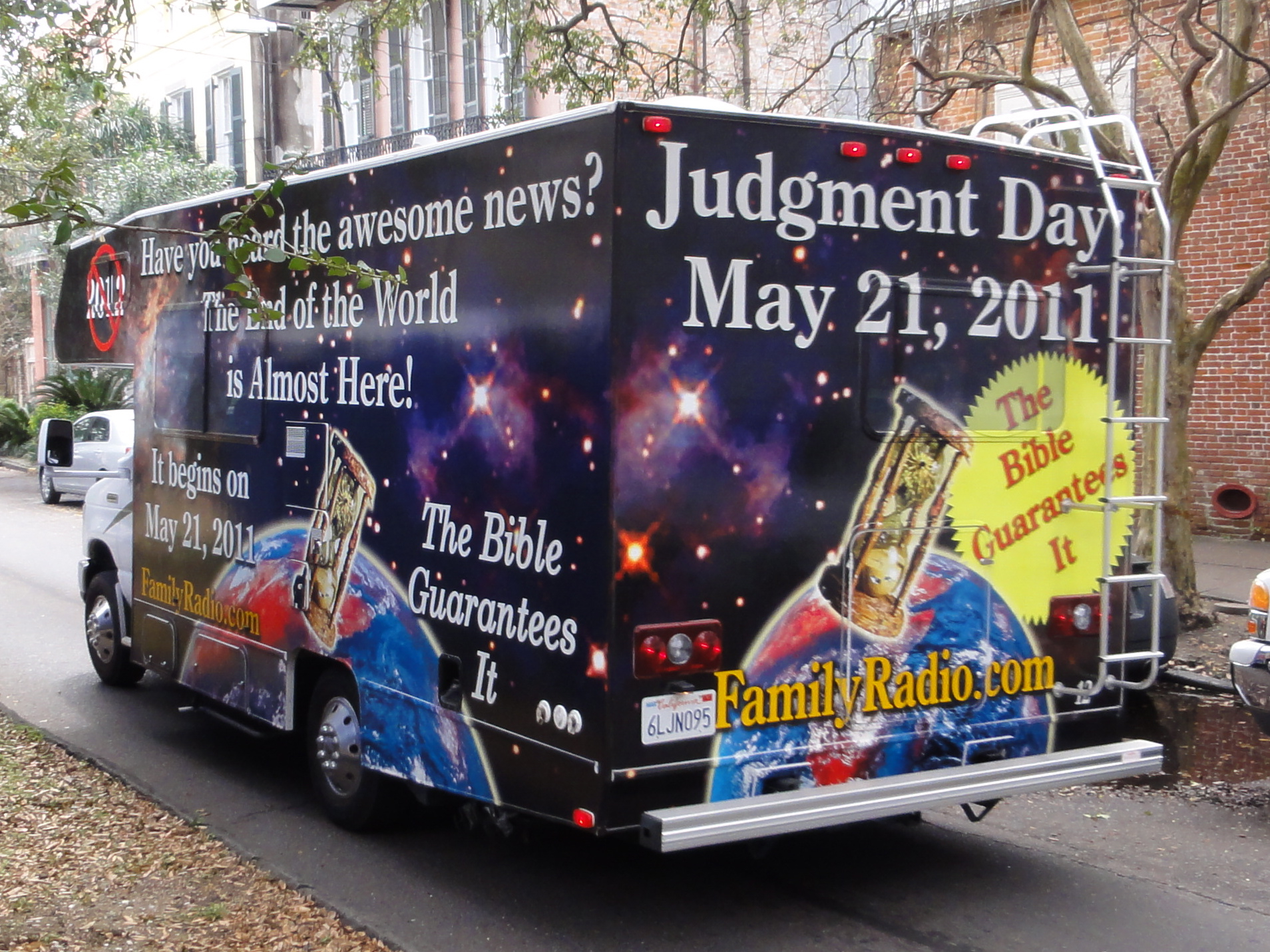
平罗德牧師的宣傳車，聲稱2011年5月21日是基督教的世界末日，但所謂的“預言”沒有實現

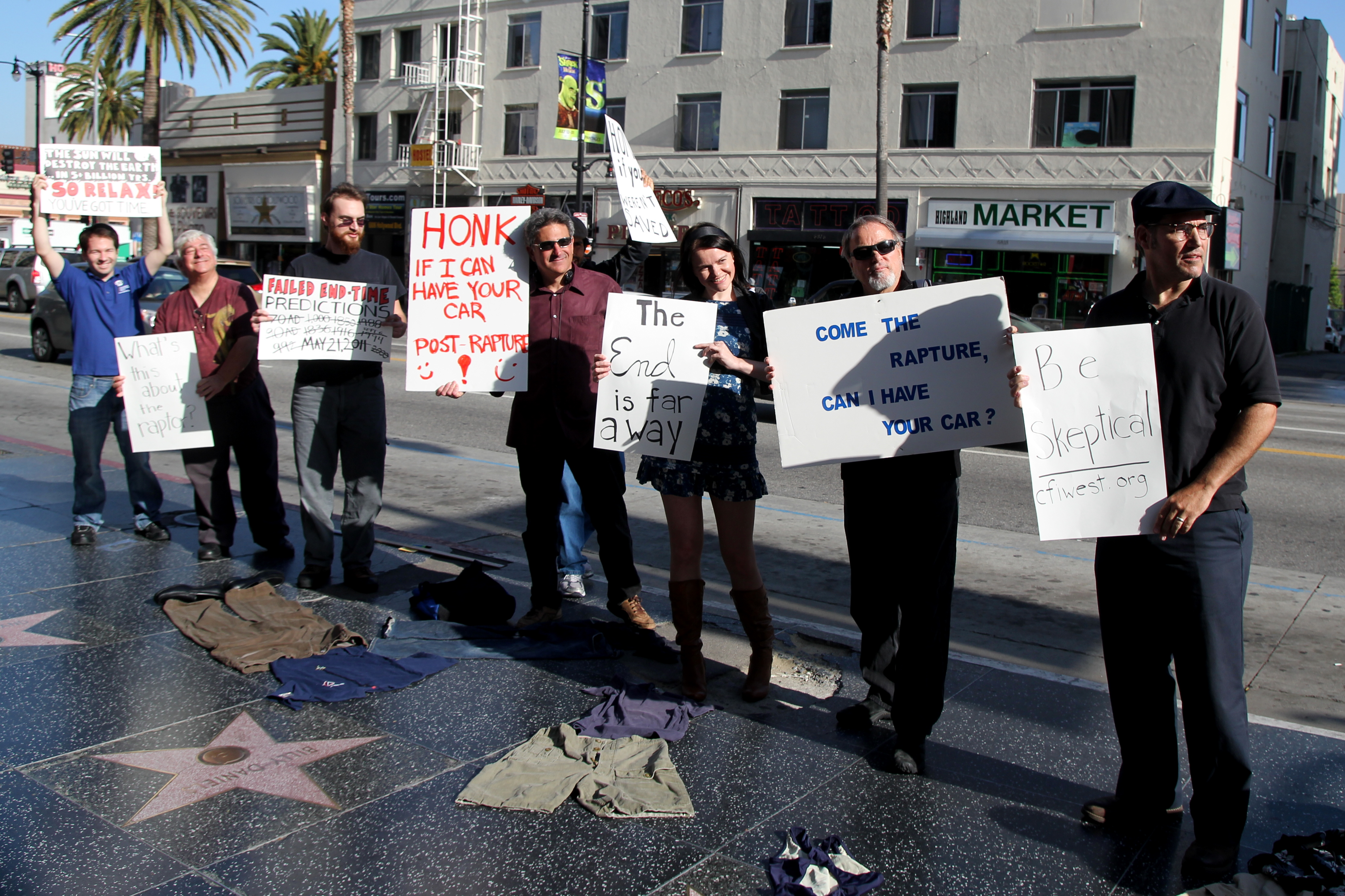
平罗德預言落空後嘲笑他的群眾

平罗德（英語：Harold Egbert Camping，1921年7月19日—2013年12月15日）是一名美國牧師，基督教广播电台播音员兼Family Stations有限公司负责人，该公司是一家设立在美国加州的宗教广播网，旗下有设在全美的150家专营店，同时也是一个互联网网站。
平罗德有着圆润低沉而又抑扬顿挫声音的特征。他之所以出名是因为其预言：“耶稣基督再次来临是在2011年5月21日，且預言世界末日將會發生在2011年10月21日”。这造成了很大的争议，著名基督徒篮球明星凯文·杜兰特就称：“耶穌再臨的日子是何時也沒有人知道，只有上帝……连有史以来走在地球上的最伟大的人都不知道，而一个男人就能随便预言？拜托！”而他的預言未應驗後，他本人遭到大眾嘲笑與指責。
2011年6月平罗德中風。其語言能力受到影響，因此他的廣播節目被停播。
2011年9月平罗德和其他五名同樣曾預言世界末日的人共同獲得搞笑諾貝爾獎，理由是「告訴世人，小心的假設與運算是非常重要的」。
2013年11月30日哈羅德·康平在家中跌倒，此後健康一直沒有恢復，12月15日在加州奧克蘭過世。